# Fjodor Ivanovič Sanders
Fjodor Ivanovič Sanders (rusko Фёдор Иванович Сандерс), ruski general, * 1755, † 1836.
Bil je eden izmed pomembnejših generalov, ki so se borili med Napoleonovo invazijo na Rusijo; posledično je bil njegov portret dodan v Vojaško galerijo Zimskega dvorca.

## Življenje
24. julija 1765 je vstopil v Kijevski pehotni polk. Med letoma 1769 in 1771 je sodeloval v bojih s Turki, nakar je bil 1. januarja 1771 povišan v zastavnika in še isto leto v podporočnika. 
Med letoma 1787-1791 se je ponovno bojeval proti Turkom, medtem ko je leta 1794 sodeloval pri zavzetju Prage. Med letoma 1797 in 1806 je bil upokojen, nakar je bil ponovno aktiviran za boje proti Turkom. 31. julija 1807 je bil povišan v polkovnika ter imenovan za poveljnika 11. lovskega polka. 
15. februarja 1810 je postal poveljnik 29. lovskega polka in 16. junija istega leta je bil povišan v generalmajorja. Leta 1813 je bil imenovan za poveljnika brigade 12. pehotne divizije. 
23. marca 1816 je bil imenovan za poveljnika Izmaila, nakar je bil 6. aprila 1830 povišan v generalporočnika.
9. maja 1834 se je upokojil zaradi zdravstvenih težav (posledica vojnih ran).